# Église Saint-Maurice de Lemberg
Pour les articles homonymes, voir Église Saint-Maurice.
L'église Saint-Maurice se situe dans la commune française de Lemberg et le département de la Moselle.

## Histoire
Le village de Lemberg, d'abord succursale de la paroisse de Siersthal, est érigé en paroisse de l'archiprêtré de Bitche en 1802. Le village de Saint-Louis, ancien écart de Lemberg, est une annexe de la paroisse jusqu'en 1846.

## Édifice
Intérieur de l'église Saint-Maurice.
L'église, dédiée à saint Maurice, fêté le 22 septembre, est reconstruite presque à neuf et bénie le 21 octobre 1822, en remplacement d'une chapelle mentionnée au XVIIIe siècle. Elle est agrandie en 1877 comme nous l'indique la date portée par la tour-clocher, au-dessus du cadran de l'horloge.

### Patrimoine mobilier
Le mobilier de l'église paroissiale Saint-Maurice :
- Encadrant un Christ en croix fondu par la maison de Dietrich de Niederbronn à la fin du XIXe siècle, deux statues de la Sainte Vierge[3] et de saint Jean proviennent d'un groupe du calvaire. Sculptées dans le bois et couvertes d'une mauvaise polychromie, elles datent du début du XVIIIe siècle.

Pathétique, des larmes coulant de ses yeux, la Vierge, couverte d'un ample voile formant manteau, serre dans ses mains un linge, qui a servi à essuyer le visage du Christ pendant sa montée au Calvaire. Saint Jean, les pieds nus dans ses sandales, retenant un pan de son manteau sur sa poitrine, de longs cheveux ondulés tombant sur les épaules, manifeste une sérénité grave. En dépit du caractère un peu théâtral des attitudes, il s'agit d'œuvres de bonne qualité, influencées par l'art alsacien, dans lesquelles le sculpteur a traité avec maîtrise le drapé des vêtements et les visages.
- Verrière figurée[4].
- Peinture murale[5].
- Statuette saint Wendelin[6].
- Calice[7].
- Orgue[8].